# Pujol (restaurante)
Pujol es un restaurante de cocina mexicana en Polanco, Miguel Hidalgo, Ciudad de México. El restaurante es propiedad y está dirigido por el chef Enrique Olvera. Los platos de Pujol se basan en la cocina tradicional mexicana, incluyendo comida a base de maíz, mariscos y tacos, servidos en una presentación sofisticada a través de menú degustación o una barra de tacos omakase.
Fundado en 2000, el restaurante ha sido renovado. Comenzó como un restaurante centrado en la cocina asiática y estadounidense con algunos elementos mexicanos. Después de experimentar dificultades financieras, el menú se renovó para incluir más comida mexicana. La revista británica Restaurant ha clasificado continuamente a Pujol en su lista de The World's 50 Best Restaurants desde la década de 2010. Los expertos en gastronomía le han dado al restaurante críticas en su mayoría favorables; el plato más popular es mole madre, mole nuevo, una salsa de mole negro que para 2022 había sido recalentado más de 2800 veces y a la que regularmente se le agregan moles frescos de distintos sabores. Como aspecto negativo, el restaurante ha recibido denuncias por acoso laboral.
Pujol obtuvo dos Estrellas Michelin en 2024 en la primera Guía Michelin que abarca restaurantes de México, convirtiéndose en la calificación más alta del país, empatando con Quintonil, también en Polanco.

## Descripción
Pujol ofrece dos opciones de menú degustación que se actualizan constantemente: comidas a base de maíz o mariscos. Además, existe una alternativa de barra de tacos omakase, donde el comensal deja que los cocineros seleccionen qué servir. La opción del menú es un conjunto de siete platos que se sirven en las mesas, mientras que la opción omakase es un menú de nueve a diez platos que se cambia diariamente y se sirve en el bar del restaurante. No hay alternativas a la carta; las bebidas se venden por separado.
Para grupos de comensales, las reservas de mesa tendrán una duración de 2:30 a 3 horas; si se requiere tiempo adicional, podrán continuar su comida en la terraza. No hay código de vestimenta y se requieren reservaciones; el restaurante recomienda reservar con cinco a siete semanas de antelación.
El plato más antiguo es el aperitivo, elotes tiernos bañados en salsa de chicatanas hecha de mayonesa de café, chile costeño y hormigas chicatana servidas dentro de una calabaza. La mole madre es el plato más famoso; es una salsa de mole preparada con más de 100 ingredientes—como tomates, frutos secos, frutas y cacao—que al 23 de julio de 2022 cumplió 2852 días. La salsa se sirve bajo una salsa de mole fresco. Otros platos que se sirven en Pujol incluyen tlayudas, langostas, pescado, aguachile y puchero. Pujol abordó técnicas de gastronomía molecular para sus platos.

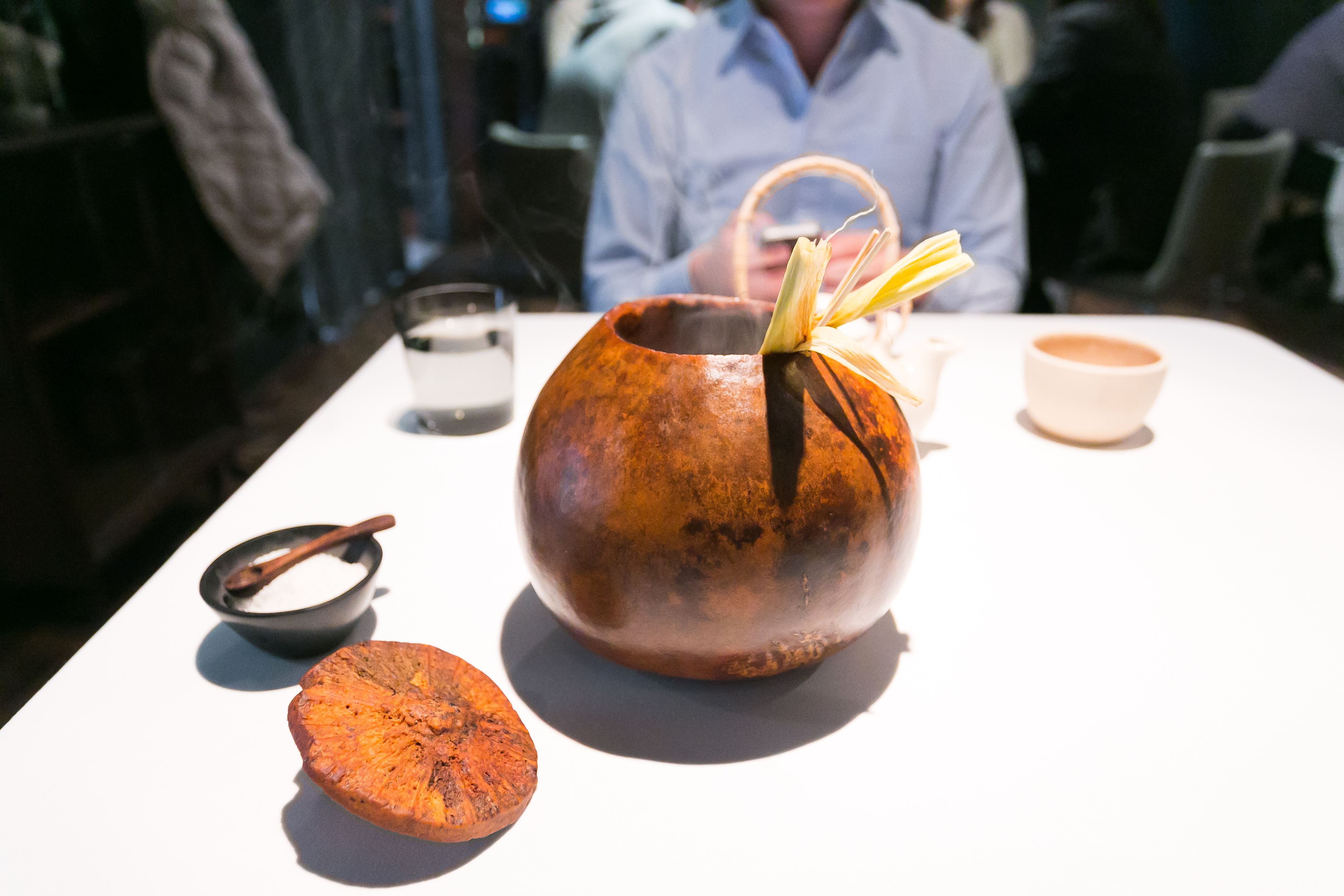
Elote tierno con mayonesa de café, chile costeño y hormigas chicatana.
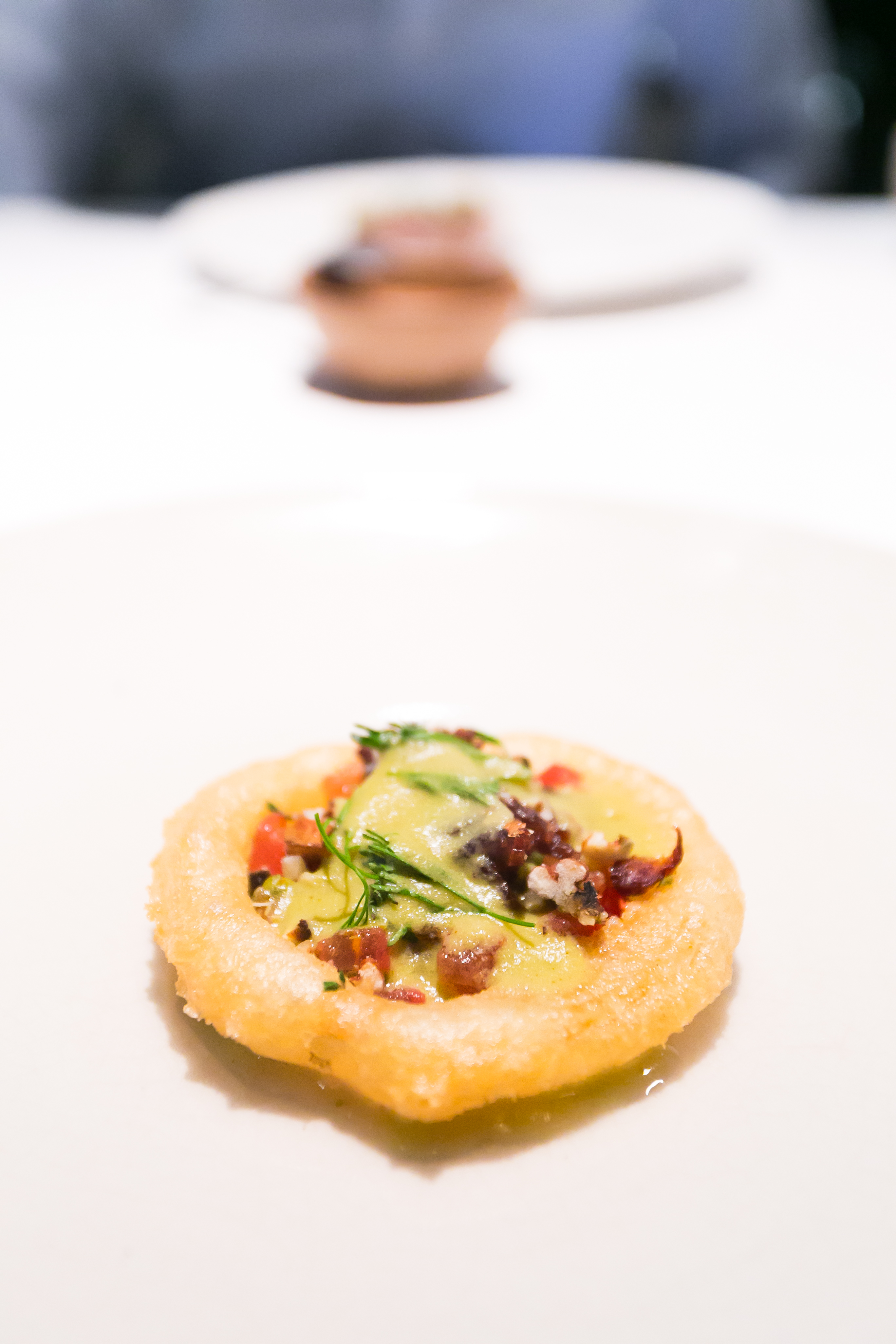
Aros de cebolla con alcaparras
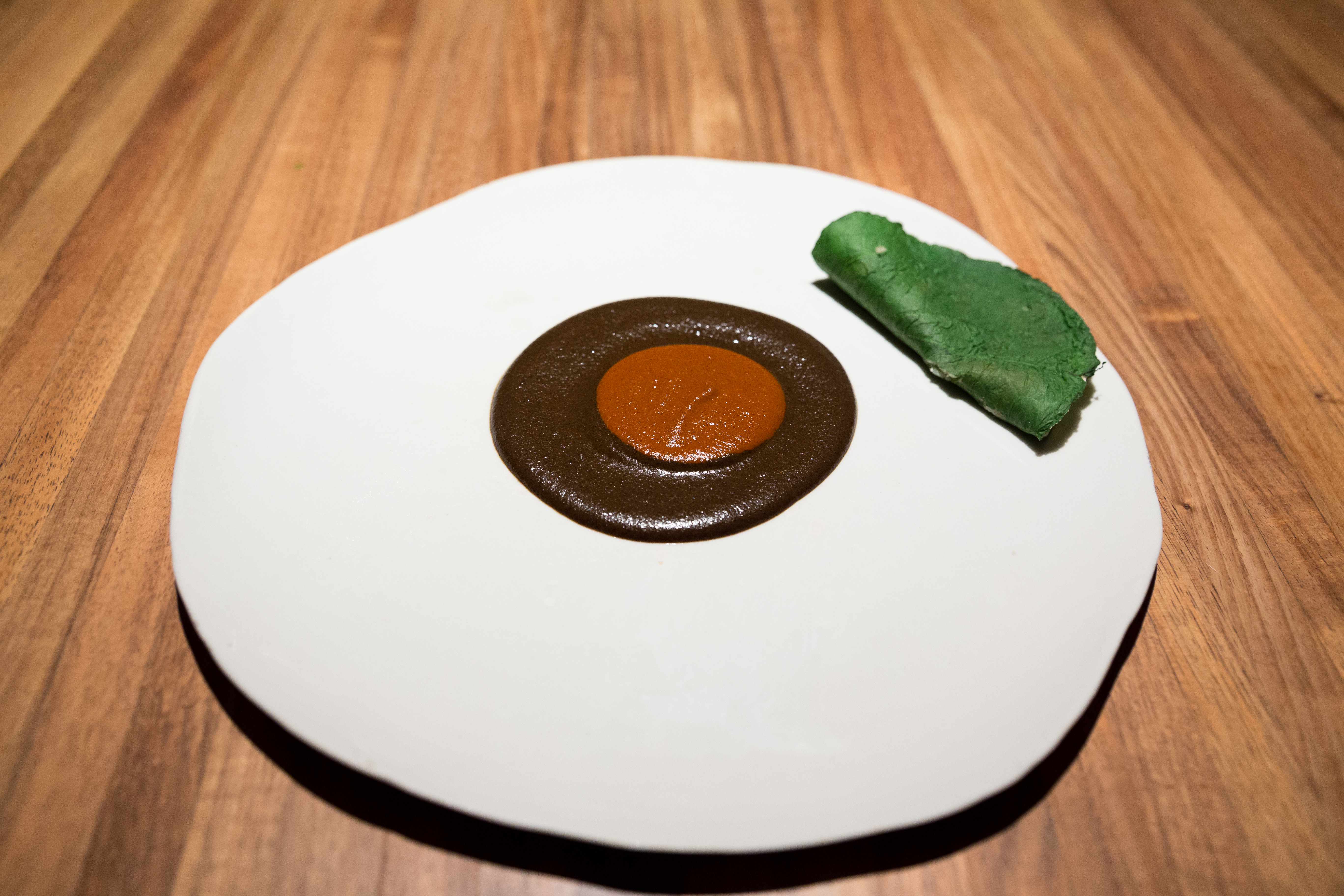
Mole madre, mole nuevo
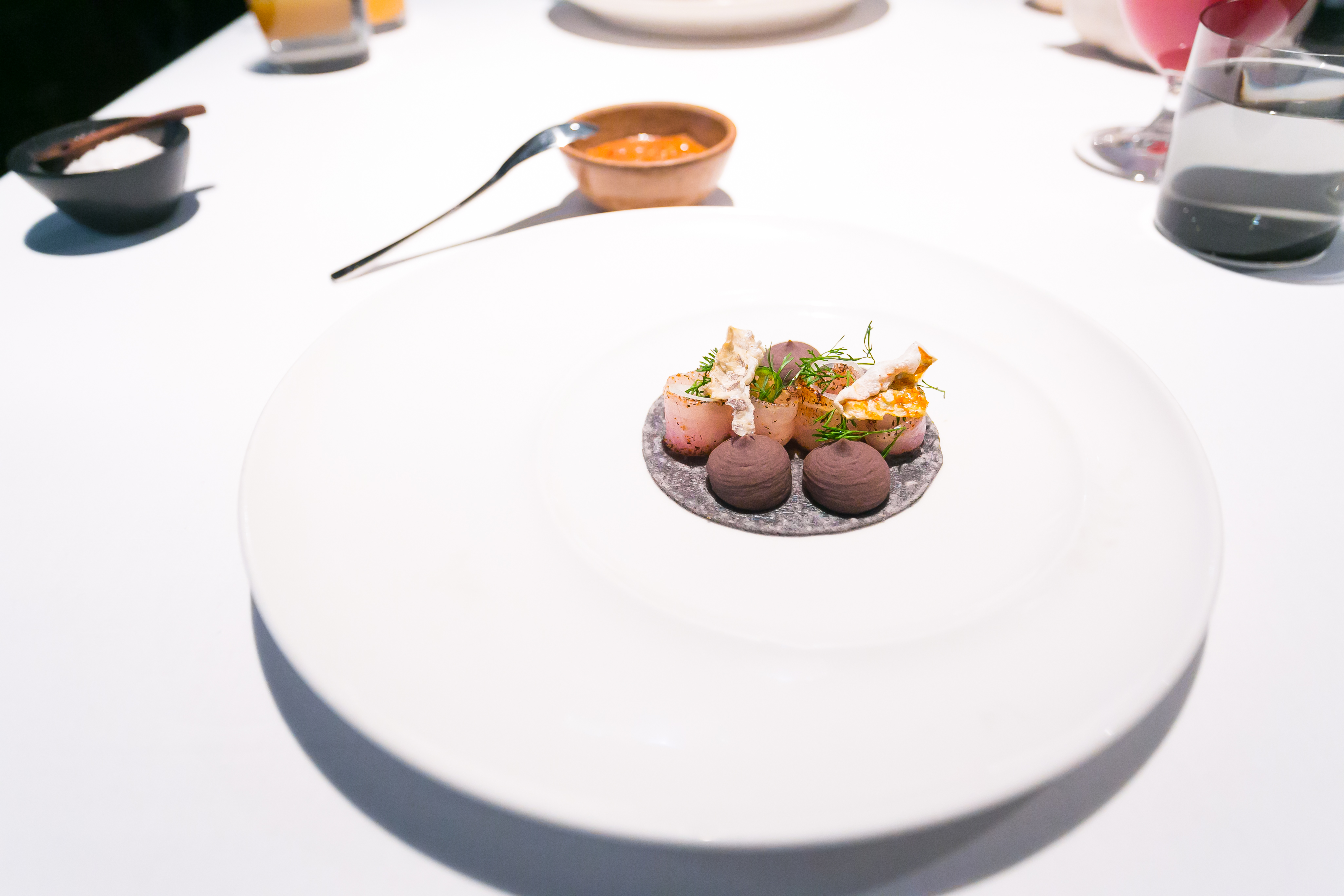
Taco de cebiche, frijoles y hoja santa
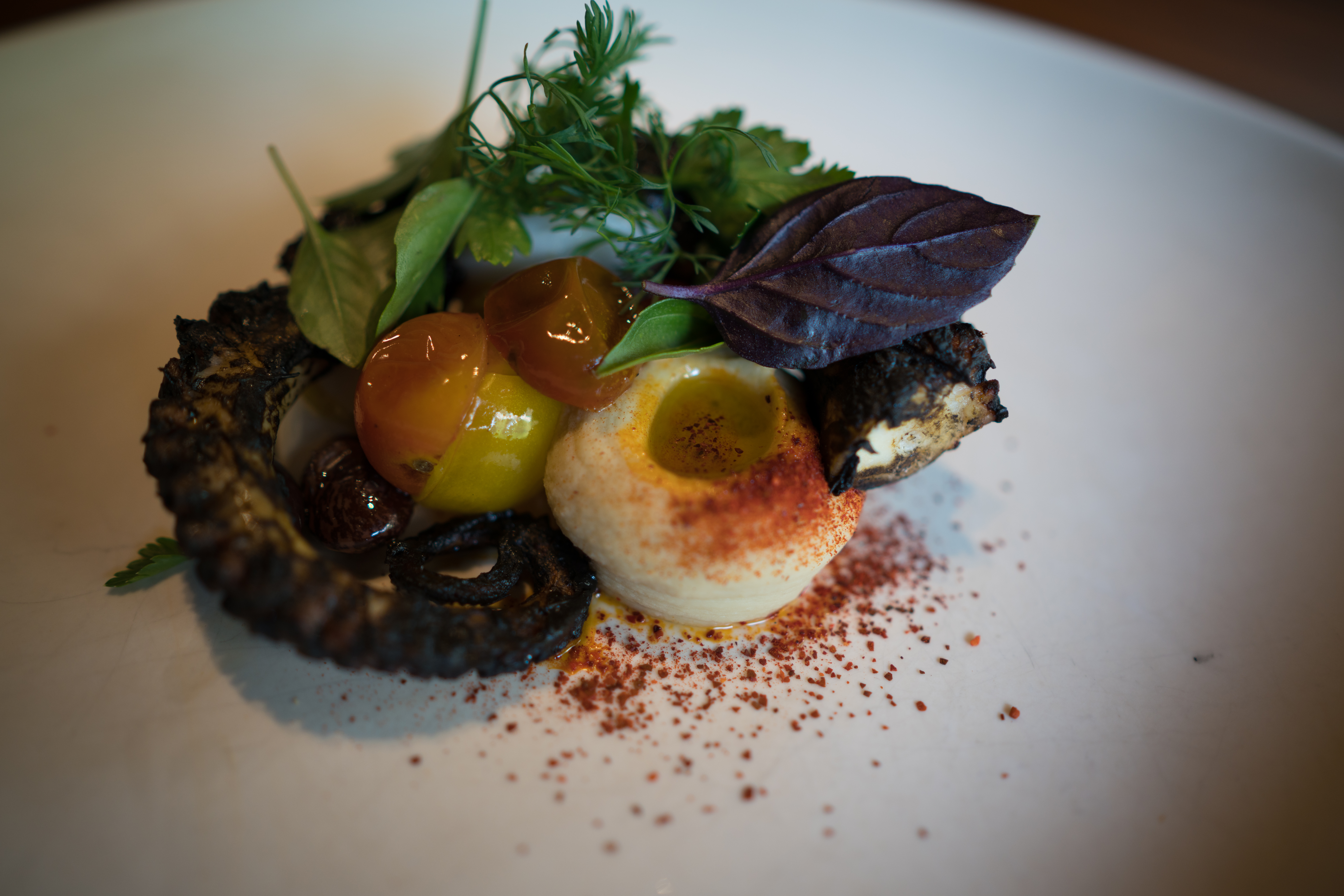
Pulpo en tinta habanero
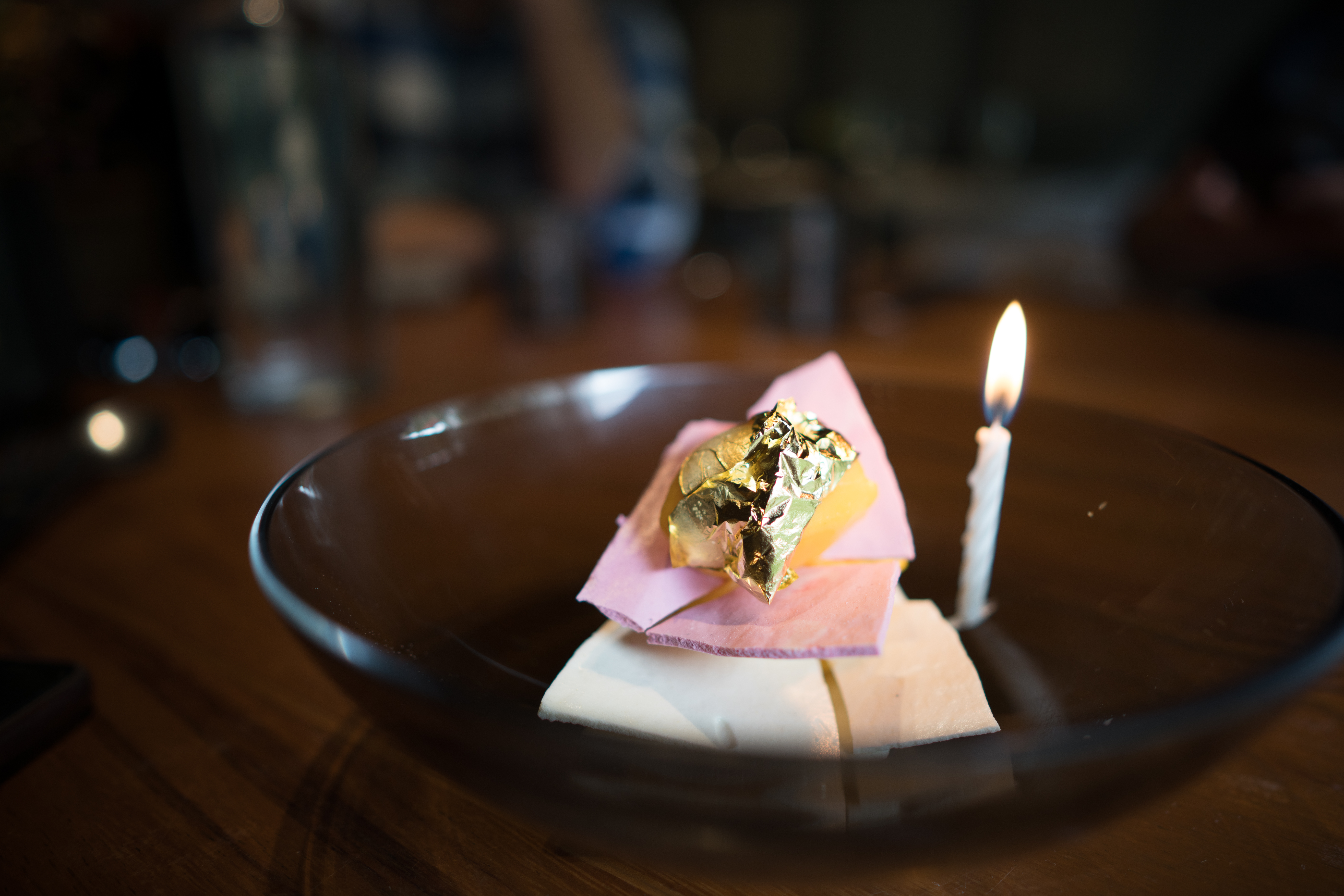
Merengue

## Historia

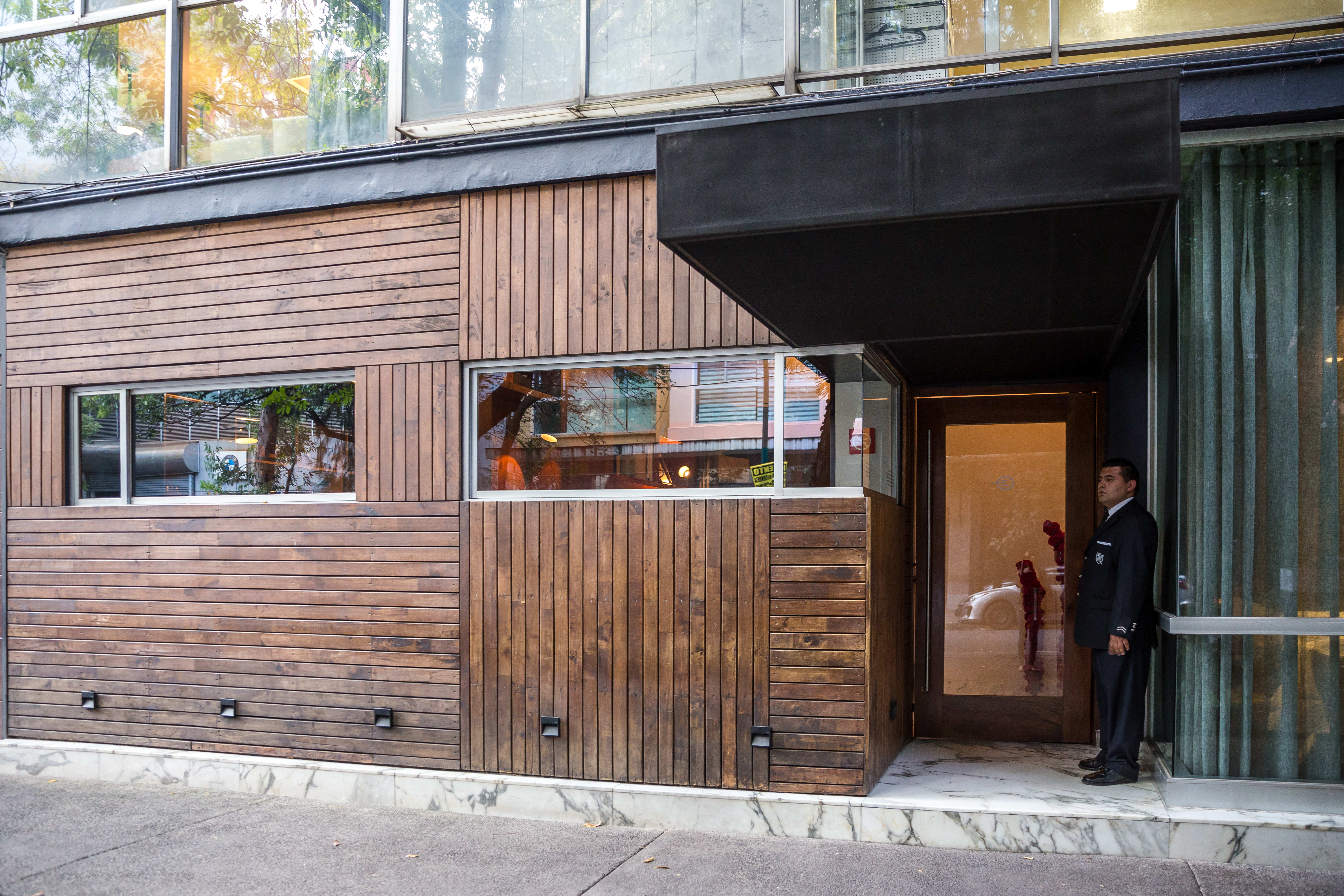
La antigua ubicación del restaurante.

El chef Enrique Olvera abrió Pujol en el año 2000, cuando entonces tenía veinticuatro años. Estudió en The Culinary Institute of America. Cuando abrió, el restaurante presentaba un menú de cocina contemporánea compuesto predominantemente de platos extranjeros, que abarcaban la cocina de Asia oriental y de Estados Unidos. Olvera describió los platos como con más elementos de foie gras que los mexicanos; durante este período, el restaurante sufrió problemas económicos y varios asociados abandonaron el proyecto. En 2006, el restaurante fue remodelado y el menú cambió al de cocina mexicana. Según Olvera, mejoraron «la estética del plato» y se centraron en los ingredientes para potenciar el sabor.
En 2017, Pujol fue trasladado de la calle Francisco Petrarca a la calle Tennyson, ambas en la colonia Polanco de la Ciudad de México. Posteriormente, el restaurante añadió variedades de tacos. La ubicación más nueva es una casa construida en los años 1950. Javier Sánchez intervino en arquitectura y Micaela de Bernardi en diseño de interiores. Eduardo Prieto diseñó el mobiliario inspirándose en las obras de Clara Porset.
Tras la reubicación, el restaurante redujo la cocción con carne y aumentó el uso de verduras e ingredientes mexicanos; para 2019, Pujol había dejado de consumir carne por impacto ambiental, salvo eventos especiales. El restaurante recoge agua de lluvia para el riego del huerto, ha reducido el uso de plásticos de un solo uso y recoge los restos para convertirlos en compost. Por sus acciones de sostenibilidad, las Organización de las Naciones Unidas premiaron al restaurante ese mismo año.
En 2018, Olvera abrió una tortillería gurmé en la Colonia Condesa, llamada Molino Pujol. Vende tortillas hechas a mano elaboradas con una variedad de maíz, así como platos a base de maíz, que incluyen esquites, tacos y quesadillas.

## Recepción y reconocimiento
Kayla Webley Adler recomendó visitar Pujol para la revista Elle y sugirió que el restaurante ayudó a que la ciudad se convirtiera en una «meca de los amantes de la comida». Un crítico de Condé Nast Traveler dijo que es un restaurante emblemático en la Ciudad de México. Un escritor de Fodor's dijo que la visita fue una experiencia «educativa y hedonista». Un crítico de Bon Appétit recomendó visitar Pujol y su taco omakase. Leslie Yeh de Lifestyle Asia lo considera imprescindible cuando visite la Ciudad de México.
Mia Stainsby escribió para el Vancouver Sun que normalmente no le impresionan los restaurantes reconocidos, pero se sintió satisfecha durante su visita. Ella calificó la comida de alta calidad y el ambiente de relajado; solo se mostró apática con el cordero con mole a la menta y papas bebé por la falta de terneza pero recomendó ir a Pujol si cabe en el presupuesto. Mariana R. Fomperosa recomendó a Milenio visitar el restaurante sin expectativas y dejando de lado lo dicho sobre el restaurante. Ella calificó la comida como buena pero sobrevalorada.
Felipe Soto Viterbo calificó a Pujol con cinco estrellas sobre cinco por Time Out. Comentó que no es necesario recomendar platos ya que varían constantemente y pueden no ser degustados por el lector, y que el restaurante no pasa de moda a pesar de los cambios. El restaurante ocupó el primer lugar en el ranking de Time Out de los 23 mejores restaurantes de la Ciudad de México. Arden Shore de The Infatuation consideró que el servicio de Pujol fue «cálido y suave» y consideró que los comensales estarían «felices y llenos» al final de su comida. Adriana Zehbrauskas escribió para The New York Times que «los comedores llenos de luz y los espacios abiertos [en el edificio buscan] equilibrar un espíritu informal y de vecindario con la intimidad del primero».

### Mole Madre

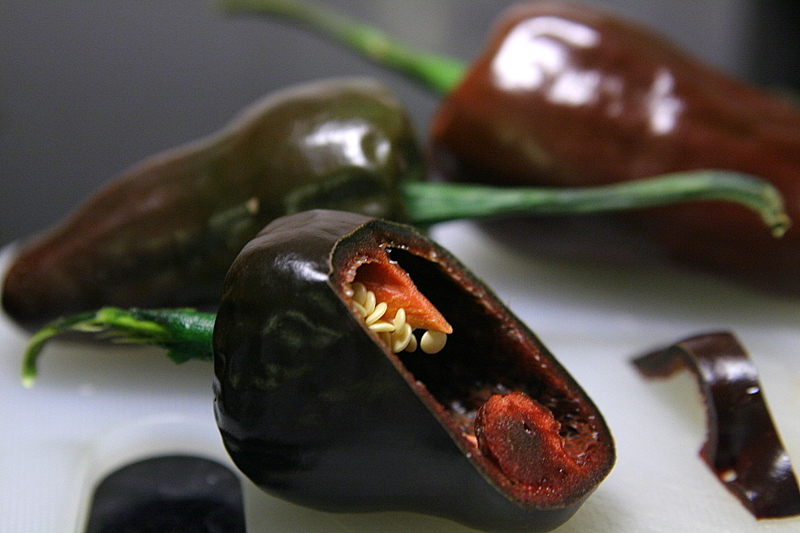
El Mole Madre de Pujol se hizo con chile chilhuacle (ejemplo en la foto).

Mole Madre se comenta comúnmente en las reseñas de Pujol. Olvera dijo que fue creado para el primer aniversario de Quintonil. Es una versión de mole negro elaborado con chile chilhuacle. Las sobras se servirían en Pujol, pero Olvera experimentó recalentándolas indefinidamente. Notó que era posible y que su sabor cambiaba con el tiempo. De ahí en adelante, cuando hayan 10 L restantes (cada dos días, aproximadamente), agregan mole más reciente con ingredientes de temporada. Al servir, los cocineros agregan mole más fresco, o «mole nuevo», a la base del Mole Madre; se acompaña con una tortilla de hoja santa.
Mientras Daniela Brugger lo llamó un «tesoro culinario» porque lo consideraba «una apuesta por la calidad y la tradición [con un] enfoque artesanal» de la cocina del restaurante, Shore lo describió como «hipnótico». Stainsby opinó que era «profundo, complejo y maravillosamente equilibrado». Fomperosa dijo que prefería el de su abuela, tal vez porque prefería el amor a la técnica.

### Crítica
En 2021, Ximena Abrín se postuló a un trabajo en el restaurante y fue puesta en un período de prueba por cinco días. Al cuarto día, renunció y publicó en Facebook su experiencia sobre trabajar en el restaurante. Dijo que se duplicaba la jornada laboral de las horas ofrecidas a 16 horas, siendo el salario mínimo de 14 000 pesos mensuales (aproximadamente 700 dólares estadounidenses) por una semana laboral de seis días, y no consideraba que la reputación del restaurante fuera suficiente para tolerar tales prácticas laborales. Su publicación se volvió viral y múltiples exempleados comenzaron a publicar sus experiencias en Pujol, incluidos casos de acoso laboral, racismo, clasismo y sexismo.
Al respecto, Olvera dijo: «Si en algún momento hemos fallado, estamos más que dispuestos a revisarlo y es parte de un proceso. [...] Creo que podemos hacer mejor las cosas como industria y lo hemos intentado hacer desde hace varios años. [...] A nosotros siempre nos ha gustado que la gente que trabaja con nosotros no solamente haga bien su chamba, sino que estén contentos. [...] Nos entristece que en algún momento haya trabajado gente por el restaurante Pujol que no haya tenido una experiencia laboral extraordinaria» y agregó que el restaurante cumple con los estándares establecidos por las leyes locales.

### Premios
Restaurant ha clasificado a Pujol en sus listas de los 50 mejores restaurantes del mundo varias veces: en el número 5 (2022), 9 (2021), 12 (2019), 13 (2018 y 2023), 17 (2013), 20 (2014 y 2017), 25 (2016), 33 (2024), 36 (2012), y 49 (2011). En 2020 no hubo lista debido al impacto de la pandemia de COVID-19 en la industria alimentaria. Para la edición 2022, el año más alto de Pujol, Restaurant agregó: «[e]l Mejor Restaurante de Norteamérica 2022 cuenta con lo mejor de la gastronomía mexicana, con comensales acudiendo en masa para probar el exclusivo Mole Madre, Mole Nuevo – chapados como anillos concéntricos y envejecidos durante la asombrosa cifra de 2.500 días».
Entre 2013 y 2019, Pujol obutvo el tercer lugar entre los 50 mejores restaurantes de Latinoamérica. Para la edición de 2024, descendió al lugar 24.
La Guía Michelin debutó en 2024 en México, premiando a 18 restaurantes con Estrellas Michelin. Pujol y Quintonil recibieron dos estrellas cada uno, lo que significa «excelente cocina, que vale la pena desviarse», y empataron con el mayor número de estrellas recibidas en el país. La guía añadió que «el corazón culinario de [Pujol] está en el menú degustación de temporada. [...] La progresión salada culmina con mole madre, un esfuerzo como ningún otro que celebra la historia y la cocina mexicana de la manera más profunda». Además, Molino Pujol recibió la calificación Bib Gourmand, que indica «comida excepcionalmente buena a precios moderados».